# 金曜ワイドラジオTOKYO えんがわ
『金曜ワイドラジオTOKYO えんがわ』（きんようワイド ラジオとうきょう えんがわ）は、TBSラジオで2023年4月7日から毎週金曜日に放送されているラジオ番組。パーソナリティは、外山惠理（TBSテレビアナウンサー）と玉袋筋太郎。

## 概要
11年にわたって平日の午後に放送されてきた『たまむすび』シリーズの終了を受けて、『金曜たまむすび』とのタイトルが付けられていた金曜分から最終放送枠（13時  - 15時30分）とパーソナリティ（外山・玉袋コンビ）を継承。「つながり」をコンセプトに「ラジオ東京」と現在の「TBSラジオ」を次の世代へ受け継ぎ、「懐かしい」を「新しい」へ変換する。ただし、月 - 木曜日にも赤江珠緒と日替わりパートナーのコンビで放送されていた『たまむすび』と違って、月 - 木曜日には当番組の時間帯で『こねくと』（石山蓮華がパーソナリティを務める生ワイド番組）が新たに編成されている。
タイトルの「えんがわ」は、「縁側でのんびりと日向ぼっこをしているような、明るく朗らかなひとときを共に過ごせるように」との想いから付けられたとしているが、『金曜たまむすび』時代から外山と玉袋は「この番組はえんがわラジオだ」と語っており、これを後番組に流用したものである。番組のオープニングテーマやBGMは栗コーダーカルテットが制作している。
番組のタイトルに「TOKYO」（東京）を入れているが、『こねくと』とともに、開始の当初から長崎放送とNBCラジオ佐賀（いずれもTBSラジオが幹事局を務めるJRNとNRNのクロスネット局）がフルネットを実施。出演者からは折に触れて、長崎・佐賀両県のリスナーに向けての発言も出ている。
2023年10月2日から、TBSラジオでの放送時間を14時 - 17時30分に変更。開始時間を1時間繰り下げる一方で、放送時間を1時間拡大することが『こねくと』と合わせて発表されている。また、『金曜たまむすび』を経て『土曜ワイドラジオTOKYO ナイツのちゃきちゃき大放送』に内包されていた『毒蝮三太夫のミュージックプレゼント』を、月に1回の頻度で「ラジオTOKYO リメイク」内に組み込む。これによって、『金曜たまむすび』時代に毎週展開されていた外山・玉袋と毒蝮三太夫による掛け合いが、2020年3月の内包解消以来3年半ぶりに復活。さらに、リスナー参加型の中継企画を新たに立ち上げる。また内包している『三井ダイレクト損保 presents 強くてやさしい金曜日』はTBSラジオでは16時35分開始に変更となる。
その一方で、長崎放送とNBCラジオ佐賀では、放送時間の変更後も（14時 - 15時50分の時間帯に限った）部分ネット方式で放送を継続。これに伴い、『強くてやさしい金曜日』は同局では再び単独番組（16時40分 - 16時50分）に戻ることになる。また、『金曜ボイスログ』（TBSラジオにおける前枠番組）が2023年10月改編から放送時間を13時台まで延長することに伴って、この番組の同時ネットを13時台限定で開始する。
2025年4月改編からは、『荻上チキ・Session』の開始時間が1時間繰り上がり17時開始になるのに伴い、『こねくと』共々40分短縮の16時50分終了になる。

## パーソナリティ
- 外山惠理（TBSテレビアナウンサー）：VTuberとしては、東京の下町に流れるラジオの音声が思念となり、雑種犬の形になって現れた妖精「トヤマエリ」となっている[11]。
- 玉袋筋太郎：VTuberとしては、赤坂の夜の街を彷徨う中性的な男性型悪魔「タマブクロスジタロウ」となっている[11]。

### コーナーレギュラー
- 毒蝮三太夫（『毒蝮三太夫のミュージックプレゼント』担当、2023年10月20日 - ）

### 代打パーソナリティ
- はぶ三太郎（2024年10月18日）：玉袋の夏季休暇に伴う。

## タイムテーブル
●印のコーナーはポッドキャストでの配信を実施している。

### 2025年4月4日 -
- 本編前 前番組『金曜ボイスログ』パーソナリティの臼井ミトンとクロストーク
- 14:00 オープニングトーク●
- 14:20 TBSニュース（『こねくと』と異なり全時間帯でTBSの局名を出している）・交通情報（長崎放送はCMに差し替え、後の交通情報も同様）
- 14:25 はぴねすくらぶラジオショッピング
- 14:34 郵便受け、開けます（ハガキでの投稿紹介コーナー）
- 14:50 交通情報（司法書士法人中央事務所提供、ここのみ日本道路交通情報センターから）・天気予報（gym master提供、気象予報士がスタジオ入り、長崎・佐賀の天気についても触れる）
- 15:00 えんがわ 回覧板●（後述）
- 15:30 TBSニュース・交通情報
- 15:35 サッポロラガービール presents 赤星郵瓶ラジオ（サッポロビール提供）●（後述）
- 15:49 長崎放送とNBCラジオ佐賀は、ここで途中飛び降り。一旦エンディングテーマが流れ、外山が長崎放送のこの後の番組を紹介する。
- 15:50 朗読のヒロバ
- 15:57 天気予報（外山が読み上げ）
- 16:00 ラジオTOKYO リメイク（浅田飴、おつけもの慶提供）●（後述）
  - 最終金曜日（別の週に変わることあり）：毒蝮三太夫のミュージックプレゼント●
- 16:30 はぴねすくらぶラジオショッピング
- 16:45 エンディング

### 過去のタイムテーブル

#### 放送開始 - 2023年9月29日
- 本編前 前番組『金曜ボイスログ』パーソナリティの臼井ミトンとクロストーク
- 13:00 オープニングトーク●
- 13:20 TBSニュース]（『こねくと』と異なり14時台含めてTBSの局名を出している）・交通情報（はとバス提供、長崎放送も関東地方の情報をそのまま放送、後の交通情報も同様）
- 13:25 はぴねすくらぶラジオショッピング
- 13:35 天気予報（外山が読み上げ）・「郵便受け、開けます」（ハガキでの投稿紹介コーナー）
- 13:42 三井ダイレクト損保 presents 強くてやさしい金曜日●
  - 『金曜たまむすび』から継続。長崎放送・NBCラジオ佐賀では2023年3月までは単独番組として放送していたが、本番組ネットに伴い内包番組へと移行した。
- 13:55 交通情報
- 14:00 ラジオTOKYO リメイク（浅田飴提供）●（後述）
- 14:25 TBSニュース・交通情報
- 14:30 このゾーンで当日のテーマメールを紹介するなど、フリーな使われ方がなされる。
- 14:52 交通情報（司法書士法人中央事務所提供、ここのみ日本道路交通情報センターから[注 3]）・天気予報（gym master提供、気象予報士がスタジオ入り、長崎・佐賀の天気についても触れる）
- 15:00 えんがわ 回覧板●（後述）
- 15:26 エンディング

#### 2023年10月6日 - 2025年3月28日
- 本編前 前番組『金曜ボイスログ』パーソナリティの臼井ミトンとクロストーク
- 14:00 オープニングトーク●
- 14:20 TBSニュース（『こねくと』と異なり全時間帯でTBSの局名を出している）・交通情報（はとバス提供、長崎放送も関東地方の情報をそのまま放送していたが、2024年10月からはCMに差し替え、後の交通情報も同様）
- 14:25 はぴねすくらぶラジオショッピング
- 14:35 郵便受け、開けます（ハガキでの投稿紹介コーナー）
- 14:50 交通情報（司法書士法人中央事務所提供、ここのみ日本道路交通情報センターから）・天気予報（gym master提供、気象予報士がスタジオ入り、長崎・佐賀の天気についても触れる）
- 15:00 えんがわ 回覧板●（後述）
- 15:30 TBSニュース・交通情報
- 15:49 長崎放送とNBCラジオ佐賀は、ここで途中飛び降り。一旦エンディングテーマが流れ、外山が長崎放送のこの後の番組を紹介する。
- 15:50 天気予報（外山が読み上げ）、「新聞受け、開けます」（夕刊の記事から週末の情報や話のネタになる話題を紹介。休刊日はメール紹介にあてる）
- 16:00 ラジオTOKYO リメイク（浅田飴、おつけもの慶提供）●（後述）
  - 最終金曜日（別の週に変わることあり）：毒蝮三太夫のミュージックプレゼント●
- 16:30 はぴねすくらぶラジオショッピング
- 16:36 三井ダイレクト損保 presents 強くてやさしい金曜日●（2024年9月27日まで）→朗読のヒロバ（2024年10月4日より[12]）
  - 上述のとおり、長崎放送・NBCラジオ佐賀では再び単独番組として放送。
- 16:50 TBSニュース・交通情報
- 17:00 TOKYO午後5時（後述）
- 17:20 交通情報
- 17:25 エンディング

## コーナー

### ラジオTOKYO リメイク
TBSラジオの過去の音源を紹介するほか、番組によっては当時を知る人物をゲストに招いたり、現代版へのリメイクにも挑戦する。
なお、権利等の都合上過去の音源を放送できても配信できない場合があり、この場合YouTubeでの同時配信においては音楽やCM等同様にフィラーに差し替え、ポッドキャストでは一部の音源（下記リストで★がついたもの）を省略（ステーションジングルに差し替えまたは完全に割愛。外山と玉袋の会話が重なる場合は音源のみミュート）している。また一般人が出演しているもの（2023年5月5日放送分等）を放送する場合は人名の部分に自主規制音を差し込むことがある（この際音源を流す前に外山から規制音が含まれる旨のアナウンスをする）。
2023年10月からは、このコーナー内にて『毒蝮三太夫のミュージックプレゼント』を原則毎月最終金曜日に放送（表内では割愛）。
| 放送日                                                                            | タイトル                                                                 | 初回放送日                          | 番組内進行                 | 番組内出演者等                                 | コーナーゲスト | 備考 |
| --------------------------------------------------------------------------------- | ------------------------------------------------------------------------ | ----------------------------------- | -------------------------- | ---------------------------------------------- | --- | --- |
| 4月7日                                                                            | 毒蝮三太夫のミュージックプレゼント                                       | 1970年7月14日                       | 毒蝮三太夫 近石真介        |                                                | - | この回は初回として各番組1分程度放送。 |
| 4月7日                                                                            | ポップン・ルージュ★                                                      | 1989年4月14日                       | 長峰由紀                   |                                                | - | この回は初回として各番組1分程度放送。 |
| 4月7日                                                                            | おはよう片山竜二です                                                     | 1971年7月21日                       | 片山竜二                   |                                                | - | この回は初回として各番組1分程度放送。 |
| 4月7日                                                                            | ラジオワールド 元ちとせ 大地の歌が聞こえる★                              | 2002年2月3日                        | 外山惠理                   | 元ちとせ                                       | - | この回は初回として各番組1分程度放送。 |
| 4月14日                                                                           | おはよう片山竜二です                                                     | 1970年11月2日                       | 片山竜二                   | TBS950キャスタードライバー                     | 遠藤泰子 | [ 13 ] |
| 4月14日                                                                           | おはよう片山竜二です                                                     | 1972年7月21日                       | 片山竜二                   | 遠藤泰子                                       | 遠藤泰子 | [ 13 ] |
| 4月21日                                                                           | トヨタ・スカイパトロール                                                 | 1968年頃                            | 片山竜二                   |                                                | 柳沢怜 | ヘリコプターを使った交通情報を取り上げ、ドローンで再現する試みも実施。 |
| 4月21日                                                                           | 大沢悠里のゆうゆうワイド                                                 | 2000年頃                            | 大沢悠里                   | さこみちよ、小金山郁子                         | 柳沢怜 | ヘリコプターを使った交通情報を取り上げ、ドローンで再現する試みも実施。 |
| 4月28日                                                                           | 毒蝮三太夫のミュージックプレゼント                                       | 1970年7月14日                       | 毒蝮三太夫 近石真介        |                                                | 毒蝮三太夫 | [ 15 ] |
| 4月28日                                                                           | 毒蝮三太夫のミュージックプレゼント                                       | 1974年6月18日                       | 毒蝮三太夫 近石真介        |                                                | 毒蝮三太夫 | [ 15 ] |
| 5月5日                                                                            | 伸びゆく子供達 （浅草の小学校の子供達へのインタビュー）                  | 1955年5月5日                        |                            |                                                | - | こどもの日の放送にちなみ、過去の5月5日に放送された特別企画を放送。 |
| 5月5日                                                                            | ニュースハイライト こどもの日特集                                        | 1964年5月5日                        | 田英夫                     |                                                | - | こどもの日の放送にちなみ、過去の5月5日に放送された特別企画を放送。 |
| 5月5日                                                                            | スポーツ1966 豆アナウンサー （プロ野球巨人対中日戦、後楽園球場）         | 1966年5月5日                        |                            |                                                | - | こどもの日の放送にちなみ、過去の5月5日に放送された特別企画を放送。 |
| 5月12日                                                                           | クイズ・ジョッキー                                                       | 1962年6月1日                        | 林京子                     |                                                | - | 現代版リメイクも実施。 |
| 5月19日                                                                           | NISSANミッドナイトステーション ザ・欽グルスショー                        | 1985年5月13日                       | 西山浩司 山口良一          |                                                | 山口良一 | [ 18 ] |
| 5月26日                                                                           | オールスター歌合戦★                                                      | 1956年12月31日                      | コロムビア・トップ・ライト | 松島トモ子、伴淳三郎他                         | 松島トモ子 | [ 19 ] |
| 6月2日                                                                            | おはよう片山竜二です                                                     | 1970年頃                            | 片山竜二                   |                                                | - | 4月・5月の内容を振り返るとともに、時間の都合で放送できなかった音源も放送。 あわせて林京子がナレーションとして出演したレコード『スペシャルピンクムードデラックス』から一部（★）を紹介。                                                     |
| 6月2日                                                                            | 伸びゆく子供達 （町工場で働く子供達へのインタビュー）                    | 1955年5月5日                        |                            |                                                | - | 4月・5月の内容を振り返るとともに、時間の都合で放送できなかった音源も放送。 あわせて林京子がナレーションとして出演したレコード『スペシャルピンクムードデラックス』から一部（★）を紹介。                                                     |
| 6月2日                                                                            | クイズ・ジョッキー                                                       | 1962年6月1日                        | 林京子                     |                                                | - | 4月・5月の内容を振り返るとともに、時間の都合で放送できなかった音源も放送。 あわせて林京子がナレーションとして出演したレコード『スペシャルピンクムードデラックス』から一部（★）を紹介。                                                     |
| 6月9日                                                                            | 初代時報                                                                 | 1951年12月 - 2000年3月              |                            |                                                | 小沢冬平 | 時の記念日前日にちなみ、TBSラジオで使われてきた歴代の時報を特集（TBSラジオ#時報も参照）。 流す前には実際の時報ではない旨がその都度外山からアナウンスされた。 実際に使われたもの以外にも2代目時報の没ネタも放送。                           |
| 6月9日                                                                            | 2代目時報                                                                | 2000年4月 - 2022年7月               |                            |                                                | 小沢冬平 | 時の記念日前日にちなみ、TBSラジオで使われてきた歴代の時報を特集（TBSラジオ#時報も参照）。 流す前には実際の時報ではない旨がその都度外山からアナウンスされた。 実際に使われたもの以外にも2代目時報の没ネタも放送。                           |
| 6月9日                                                                            | 現行時報                                                                 | 2022年8月 -                         |                            |                                                | 小沢冬平 | 時の記念日前日にちなみ、TBSラジオで使われてきた歴代の時報を特集（TBSラジオ#時報も参照）。 流す前には実際の時報ではない旨がその都度外山からアナウンスされた。 実際に使われたもの以外にも2代目時報の没ネタも放送。                           |
| 6月16日                                                                           | 明日の農業                                                               | 1968年6月5日                        | 今村稔                     |                                                | - | [ 24 ] |
| 6月23日                                                                           | 土曜ワイドラジオTOKYO 永六輔その新世界 （ラッキィ池田のTOKYO粗雑な疑問） | 1995年5月27日                       | 永六輔 長峰由紀            | ラッキィ池田                                   | ラッキィ池田 | [ 25 ] |
| 6月30日                                                                           | 東京午後8時                                                              | 1961年6月6日                        | 渡辺謙太郎                 |                                                | - | 放送第1回の東京各所からのリレー中継の音源の中から、オープニング及び新宿赤十字産院での赤ちゃん誕生の場面（★）、赤坂ニューラテンクォーター、新宿区角筈2丁目での検問の様子、浅草木馬館の賑わい、の4音源を紹介。                               |
| 7月7日                                                                            | 東京午後8時                                                              | 1961年6月6日                        | 渡辺謙太郎                 | 松重暢洋 はぶ三太郎 桐畑トール                 | 14時30分からのゾーンも含めて『東京午後2時』と題し、『東京午後8時』のリレー中継のリメイクを実施。 前半では、松重は三ノ輪橋停留場、はぶは銀座ブロッサム中央会館、桐畑は明治神宮外苑付近からそれぞれ中継。 後半では、リスナーによる甲州街道沿い角筈2丁目付近、南阿佐ケ谷駅付近、笹塚駅からのレポートを放送。 | |
| 7月14日                                                                           | 奥さま午前10時です                                                       | 1967年6月1日                        | 鈴木千秋                   |                                                | - | [ 28 ] |
| 7月21日                                                                           | わんぱくクイズ                                                           | 1967年3月13日                       | 砂川啓介 天地総子          |                                                | - | 『たそがれクイズ』と題してリメイクを実施。 |
| 7月28日                                                                           | そろそろ学校ですよ                                                       | 1967年6月1日                        | 林美智子                   |                                                | - | 『外山惠理のWhat day is today?よってらっしゃい』と題してリメイクを実施。 |
| 7月28日                                                                           | そろそろ学校ですよ                                                       | 1967年3月13日                       | 林美智子                   |                                                | - | 『外山惠理のWhat day is today?よってらっしゃい』と題してリメイクを実施。 |
| 8月4日                                                                            | TBSラジオ2代目時報                                                       | 2000年4月 - 2022年7月               |                            |                                                | - | 6月・7月の内容を振り返るとともに、時間の都合で放送できなかった音源も放送。 あわせて林京子がナレーションとして出演したレコード『ピンクムードデラックス』から一部（★）を紹介、『たそがれクイズ』の新作問題も発表。                           |
| 8月4日                                                                            | NBCラジオ現行時報                                                        |                                     |                            |                                                | - | 6月・7月の内容を振り返るとともに、時間の都合で放送できなかった音源も放送。 あわせて林京子がナレーションとして出演したレコード『ピンクムードデラックス』から一部（★）を紹介、『たそがれクイズ』の新作問題も発表。                           |
| 8月4日                                                                            | 東京午後8時 （プロ野球東映対南海戦、駒沢球場）                           | 1961年6月6日                        | 渡辺謙太郎                 | 大川博                                         | - | 6月・7月の内容を振り返るとともに、時間の都合で放送できなかった音源も放送。 あわせて林京子がナレーションとして出演したレコード『ピンクムードデラックス』から一部（★）を紹介、『たそがれクイズ』の新作問題も発表。                           |
| 8月4日                                                                            | クイズ・ジョッキー                                                       | 1962年6月1日                        | 林京子                     |                                                | - | 6月・7月の内容を振り返るとともに、時間の都合で放送できなかった音源も放送。 あわせて林京子がナレーションとして出演したレコード『ピンクムードデラックス』から一部（★）を紹介、『たそがれクイズ』の新作問題も発表。                           |
| 8月11日                                                                           | 秋山ちえ子の談話室★                                                      | 1992年6月29日                       | 秋山ちえ子                 |                                                | - | 終戦の日間近である事から、TBSラジオでは恒例となっている『かわいそうなぞう』の朗読音源も放送。 |
| 8月11日                                                                           | 秋山ちえ子の談話室★                                                      | 2002年8月15日                       | 秋山ちえ子                 |                                                | - | 終戦の日間近である事から、TBSラジオでは恒例となっている『かわいそうなぞう』の朗読音源も放送。 |
| 8月18日                                                                           | こどもしんぶん                                                           | 1964年6月1日                        | 野中泰子                   |                                                | - | [ 33 ] |
| 8月18日                                                                           | こどもしんぶん                                                           | 1965年6月1日                        | 野中泰子                   |                                                | - | [ 33 ] |
| 8月25日は「暑さを吹き飛ばせ！夏の終わりの大イントロ祭り！」放送のためコーナー休止 |                                                                          |                                     |                            |                                                | | |
| 9月1日                                                                            | 防災の日特別番組 東海型直下型地震にそなえよう                            | 1983年9月1日                        | 川戸惠子                   | 沢村貞子                                       | 長谷部愛 | 防災の日かつ関東大震災発生100年に当たることから、「TBSラジオ防災キャンペーン」の一環でTBSラジオに残る関東大震災被災者の証言を放送。 |
| 9月8日                                                                            | つりと私                                                                 | 1991年11月3日                       | 山本文郎                   |                                                | - | [ 35 ] |
| 9月15日                                                                           | おつかれさま5時です                                                      | 1973年5月3日 （何でもベストセラー） | 若山弦蔵                   |                                                | - | [ 36 ] |
| 9月15日                                                                           | おつかれさま5時です                                                      | 1974年12月2日 （オープニング）      | 若山弦蔵                   |                                                | - | [ 36 ] |
| 9月22日                                                                           | 日本ラグビー応援宣言 松尾雄治 明日へのトライ★                            | 2016年5月3日                        | 松尾雄治                   | 宇垣美里                                       | - | ラグビーワールドカップ2023開催にちなみ、松尾雄治がパーソナリティを務めたラグビー関連番組を紹介。 |
| 9月22日                                                                           | 松尾雄治のノーサイドトーク★                                              | 2011年1月4日                        | 松尾雄治                   | 外山惠理                                       | - | ラグビーワールドカップ2023開催にちなみ、松尾雄治がパーソナリティを務めたラグビー関連番組を紹介。 |
| 9月29日                                                                           | 釣りと私                                                                 | 1991年11月10日                      | 山本文郎                   |                                                | - | 8月・9月の内容を振り返るとともに、時間の都合で放送できなかった音源も放送。 あわせて若山弦蔵がナレーションとして出演したレコード『ピンクムードデラックス Vol.2』から一部（★）を紹介。                                                       |
| 9月29日                                                                           | おつかれさま5時です （何でもベストセラー）                               | 1973年6月11日                       | 若山弦蔵                   |                                                | - | 8月・9月の内容を振り返るとともに、時間の都合で放送できなかった音源も放送。 あわせて若山弦蔵がナレーションとして出演したレコード『ピンクムードデラックス Vol.2』から一部（★）を紹介。                                                       |
| 10月6日                                                                           | 毒蝮三太夫の土曜ワイド商売繁盛 （おめでとう結婚記念日）                  | 1985年5月18日                       | 毒蝮三太夫 菅原牧子        | 神田陽子                                       | 毒蝮三太夫 | 『ミュージックプレゼント』の内包開始とこの日が同番組開始日であることから、毒蝮を交えて放送。 |
| 10月13日                                                                          | ラジオスケッチ 「かくて聖火は来たりぬ」                                  | 1964年10月10日                      | 鈴木史朗                   |                                                | - | 直近にスポーツの日があった事から、1964年東京オリンピックを特集。 |
| 10月27日                                                                          | プロ野球日本シリーズ 巨人対南海第6戦（後楽園球場）★                      | 1952年10月18日                      |                            |                                                | - | 翌10月28日より日本シリーズが開幕することにちなみ、TBSに現存する最古の日本シリーズの実況中継から打ちとり及び巨人日本一の瞬間を放送。 あわせてリメイク企画として架空の日本シリーズ阪神対オリックス最終戦の仮想打ちとり実況に外山が挑戦した。 |
| 11月3日                                                                           | ラジオスケッチ 「冬 その2 冬の動き」                                     | 1952年12月2日                       |                            |                                                | - | [ 42 ] |
| 11月12日                                                                          | 魅惑のリズム★                                                            | 1968年2月2日                        | 青木小夜子                 |                                                | - | [ 43 ] |
| 11月17日                                                                          | 素人うた合戦★                                                            | 1962年3月11日                       | 稲川英雄                   | 渡久地政信、他                                 | - | 前半の予選会の模様を放送 |
| 12月1日                                                                           | 素人うた合戦★                                                            | 1962年3月11日                       | 稲川英雄                   | 丸石サイクリングガールズ、他                   | - | 10月・11月の内容を振り返るとともに、時間の都合で放送できなかった音源も放送。 『素人うた合戦』は幕間と後半の決戦大会を紹介。 |
| 12月1日                                                                           | 魅惑のリズム★                                                            | 1968年2月2日                        | 青木小夜子                 |                                                | - | 10月・11月の内容を振り返るとともに、時間の都合で放送できなかった音源も放送。 『素人うた合戦』は幕間と後半の決戦大会を紹介。 |
| 12月1日                                                                           | クイズ・ジョッキー                                                       | 1962年6月1日                        | 林京子                     |                                                | - | 10月・11月の内容を振り返るとともに、時間の都合で放送できなかった音源も放送。 『素人うた合戦』は幕間と後半の決戦大会を紹介。 |
| 12月8日                                                                           | 浪曲天狗道場★                                                            | 1964年6月1日                        | 池谷三郎                   | 初代相模太郎、他                               | - | [ 46 ] |
| 12月15日                                                                          | TBSソング★                                                               | 1961年12月                          | 中村メイコ                 | 東京メール・カルテット、スリー・グレイセス、他 | 崎山敏也 | TBSが開局10周年で制作した記念曲（中村メイコ作詞・神津善行作曲）を収録したソノシートを全編放送。 |
| 12月22日は「冬のイントロ大会」放送のためコーナー休止                              |                                                                          |                                     |                            |                                                | | |

| 放送日                                                                                  | タイトル                                                        | 初回放送日                                                        | 番組内進行          | 番組内出演者等                               | コーナーゲスト | 備考 |
| --------------------------------------------------------------------------------------- | --------------------------------------------------------------- | ----------------------------------------------------------------- | ------------------- | -------------------------------------------- | -------------- | --- |
| 1月5日                                                                                  | 民謡お国自慢★                                                   | 1961年1月1日                                                      | 町田佳声            |                                              | -              | 元日放送分の「全国のめでたいの歌」から「鳥追い歌」と「伊予万歳」、その翌週に放送された「東京のめでたい歌」から「宝来のお座敷唄」を紹介。                                                                   |
| 1月5日                                                                                  | 民謡お国自慢★                                                   | 1961年1月8日                                                      | 町田佳声            |                                              | -              | 元日放送分の「全国のめでたいの歌」から「鳥追い歌」と「伊予万歳」、その翌週に放送された「東京のめでたい歌」から「宝来のお座敷唄」を紹介。                                                                   |
| 1月12日                                                                                 | -                                                               | -                                                                 | -                   | -                                            | 毒蝮三太夫     | この回では毒蝮とのトークのみとなった。 |
| 1月19日                                                                                 | ラジオスケッチ 「高校入学戦線異常あり」                         | 1967年2月7日                                                      | 桝井論平            |                                              | -              | [ 50 ] |
| 2月2日                                                                                  | TBSソング★                                                      | 1961年12月                                                        | 中村メイコ          | 東京メール・カルテット スリー・グレイセス 他 | -              | 12月・1月の内容を振り返るとともに、時間の都合で放送できなかった音源も放送。 |
| 2月2日                                                                                  | TBSラジオ開局40周年スペシャル毒蝮三太夫の東京辞典               | 1991年12月26日                                                    | 内海好江 毒蝮三太夫 |                                              | -              | 12月・1月の内容を振り返るとともに、時間の都合で放送できなかった音源も放送。 |
| 2月2日                                                                                  | 民謡お国自慢★ （春歌・艶歌『深川』）                            | 1961年1月8日                                                      | 町田佳声            |                                              | -              | 12月・1月の内容を振り返るとともに、時間の都合で放送できなかった音源も放送。 |
| 2月9日                                                                                  | TBSラジオ特別番組 関東で大雪各地で交通の乱れ                    | 2013年1月14日                                                     | 中村尚登            | 澤田大樹                                     | -              | 2月5日に東京で積雪があったことを踏まえ、過去の大雪に関する報道音源を紹介。 |
| 2月9日                                                                                  | 街頭インタビュー                                                | 1994年2月12日                                                     |                     |                                              | -              | 2月5日に東京で積雪があったことを踏まえ、過去の大雪に関する報道音源を紹介。 |
| 2月9日                                                                                  | ニュースハイライト （昭和38年1月豪雪）                          | 1963年1月24日                                                     |                     |                                              | -              | 2月5日に東京で積雪があったことを踏まえ、過去の大雪に関する報道音源を紹介。 |
| 2月16日                                                                                 | 報道特別番組『さあ月に行くぞ』                                  | 1969年7月16日                                                     | 五味陸仁            | 関根俊郎                                     | -              | アポロ11号に関連する特集番組『アポロシリーズ』を紹介。 |
| 2月16日                                                                                 | 報道特別番組『只今月に到着』                                    | 1969年7月21日                                                     | 五味陸仁            | 関根俊郎                                     | -              | アポロ11号に関連する特集番組『アポロシリーズ』を紹介。 |
| 2月16日                                                                                 | 報道特別番組『アポロ11号地球に戻る』                            | 1969年7月25日                                                     | 奈良陽              | 関根俊郎                                     | -              | アポロ11号に関連する特集番組『アポロシリーズ』を紹介。 |
| 3月1日                                                                                  | クラウンレコード1万円クイズ★                                    | 1969年6月2日                                                      | 小川哲哉            |                                              | -              | 「えんがわ クラウン1万円ぐらいクイズ」としてリメイクを実施。 |
| 3月8日                                                                                  | あさま山荘事件中継音源                                          | 1972年2月28日                                                     | 土屋統督            | 小島康臣、石森勝之、松永邦久                 | -              | 『こんちワ近石真介です』内で放送された突入作戦開始の模様および『東京ダイヤル』『ニュースハイライト』枠等で放送された人質解放・犯人確保の模様のダイジェストを紹介。                                         |
| 3月15日                                                                                 | オリンピック1周年記念番組 「スポーツ1965 アマスポーツ界の歩み」 | 1965年10月24日                                                    | 渡辺謙太郎          | 川本信正、他                                 | -              | 新聞の番組表（ラテ欄）を特集、毎日新聞縮刷版を元に番組調べでテレビ番組表の面積がラジオを上回った時期となる1965年10月放送の音源も紹介                                                                       |
| 3月15日                                                                                 | ラジオスケッチ 「朝永さんおめでとう」                           | 1965年10月22日                                                    |                     | 朝永振一郎                                   | -              | 新聞の番組表（ラテ欄）を特集、毎日新聞縮刷版を元に番組調べでテレビ番組表の面積がラジオを上回った時期となる1965年10月放送の音源も紹介                                                                       |
| 3月22日                                                                                 | ぴよぴよ大学★                                                   | 1960年5月1日                                                      | 河井坊茶            |                                              | 崎山敏也       | 特別編として、崎山が発掘した音源や資料を紹介した。 この回はコーナー自体がポッドキャストでは未配信。 |
| 3月22日                                                                                 | ロバート・オッペンハイマーの肉声音源★                           |                                                                   |                     |                                              | 崎山敏也       | 特別編として、崎山が発掘した音源や資料を紹介した。 この回はコーナー自体がポッドキャストでは未配信。 |
| 3月22日                                                                                 | 早起き名人会★                                                   | 1988年4月9日                                                      | 川戸貞吉            |                                              | 崎山敏也       | 特別編として、崎山が発掘した音源や資料を紹介した。 この回はコーナー自体がポッドキャストでは未配信。 |
| 4月5日                                                                                  | 街頭インタビュー                                                | 1994年2月12日                                                     |                     |                                              | -              | 2月・3月の内容を振り返るとともに、「えんがわ クラウン1万円ぐらいクイズ」を再び実施。 |
| 4月5日                                                                                  | 報道特別番組『さあ月に行くぞ』                                  | 1969年7月16日                                                     | 五味陸仁            | 関根俊郎                                     | -              | 2月・3月の内容を振り返るとともに、「えんがわ クラウン1万円ぐらいクイズ」を再び実施。 |
| 4月12日                                                                                 | ラジオスケッチ 「超特急は来たけれど」                           | 1964年9月30日                                                     | 清水将夫            |                                              | -              | 東海道新幹線開業前日に放送された、岐阜羽島駅にまつわる当事者の音声を紹介。 |
| 4月19日は『金曜ボイスログ』合体スペシャル「春のイントロ王決定戦」放送のためコーナー休止 |                                                                 |                                                                   |                     |                                              |                | |
| 5月3日                                                                                  | 全国こども電話相談室 （『オーナー』内包時代）                   | 1965年6月1日                                                      | 芥川也寸志 原田淑枝 | 丸山尚敏、他                                 | 近堂かおり     | こどもの日直前企画として『全国こども電話相談室』の歴史を特集。 |
| 5月10日                                                                                 | 全国こども電話相談室                                            | 2008年9月28日                                                     | 近堂かおり          | 川口幸男、柳田理科雄、永六輔                 | 近堂かおり     | 前回放送できなかった『全国こども電話相談室』の最終回と1980年代にレコードとして発売された「難問珍問傑作集」からの音源を紹介、リメイクとして近堂からの相談に玉袋と外山が答える企画も実施。                   |
| 5月10日                                                                                 | 全国こども電話相談室                                            | 1980年代                                                          | 二階堂杏子          | 塚原雄太                                     | 近堂かおり     | 前回放送できなかった『全国こども電話相談室』の最終回と1980年代にレコードとして発売された「難問珍問傑作集」からの音源を紹介、リメイクとして近堂からの相談に玉袋と外山が答える企画も実施。                   |
| 5月17日                                                                                 | カレンダークイズ                                                | 1962年6月1日                                                      |                     | 高山真樹、滝田裕介                           | -              | [ 62 ] |
| 5月17日                                                                                 | パブリカホームクイズ                                            | 1962年6月1日                                                      |                     | 旗照夫、中原美紗緒、江木俊夫                 | -              | [ 62 ] |
| 5月24日                                                                                 | パブリカホームクイズ                                            | 1962年6月1日                                                      |                     | 旗照夫、中原美紗緒、江木俊夫                 | -              | 現代版リメイクも実施。 |
| 6月7日                                                                                  | 全国こども電話相談室                                            | 1980年代                                                          | 二階堂杏子          | 無着成恭                                     | -              | 4月・5月の内容を振り返るとともに、時間の都合で放送できなかった『全国こども電話相談室』の「難問珍問傑作集」からの音源を放送、『ホームクイズ』のリメイクも実施。                                             |
| 6月14日                                                                                 | ニュース年録 （昭和36年梅雨前線豪雨）                           | 1961年12月                                                        |                     |                                              | -              | 水害が多い季節に合わせて、過去の水害に関する報道音源を紹介。 |
| 6月14日                                                                                 | 週刊録音ニュース （昭和37年梅雨前線による大雨）                 | 1962年7月8日                                                      |                     |                                              | -              | 水害が多い季節に合わせて、過去の水害に関する報道音源を紹介。 |
| 6月14日                                                                                 | マイクは探る「水の暴力」 （昭和28年西日本水害）                 | 1953年7月7日                                                      |                     |                                              | -              | 水害が多い季節に合わせて、過去の水害に関する報道音源を紹介。 |
| 6月21日                                                                                 | ラジオスケッチ 「歌舞伎町界隈」                                 | 1958年                                                            |                     |                                              | -              | 放送翌日が玉袋の誕生日である事にちなみ、玉袋の出身地である新宿区旧角筈の一角だった歌舞伎町を取り上げた回を放送。                                                                                           |
| 7月5日                                                                                  | どこか遠くへ                                                    | 1967年3月8日 （「学割と勤労青少年」）                             | 永六輔              | 佐藤ユキ                                     | -              | 放送翌々日が永の命日である事にちなみ、若い頃の永のトーク音源を紹介。 |
| 7月5日                                                                                  | どこか遠くへ                                                    | 1967年6月1日 （「名古屋のきしめん」）                             | 永六輔              | 佐藤ユキ                                     | -              | 放送翌々日が永の命日である事にちなみ、若い頃の永のトーク音源を紹介。 |
| 7月12日                                                                                 | 天気情報                                                        | 1963年7月18日                                                     |                     |                                              | -              | 梅雨明け目前かつ猛暑にあわせて、夏の暑さ対策に関する過去の音源を紹介。 |
| 7月12日                                                                                 | 暮らしのアイディア 「夏を涼しく」                               | 1966年6月1日                                                      | 高階玲子            | 平山嵩                                       | -              | 梅雨明け目前かつ猛暑にあわせて、夏の暑さ対策に関する過去の音源を紹介。 |
| 7月19日                                                                                 | オリンピック東京大会実況中継第1日                               | 1964年10月10日                                                    | 渡辺謙太郎          | 近江正俊、芥川也寸志、坂井守夫               | -              | 2024年パリオリンピック開幕前週にちなみ、1964年東京オリンピックの開会式の実況音源から冒頭部分・日本選手団入場・聖火入場の各場面を紹介。                                                                     |
| 8月2日                                                                                  | どこか遠くへ                                                    | 1967年3月29日                                                     | 永六輔              | 佐藤ユキ                                     | -              | 6月・7月の内容を振り返るとともに、リスナーのリクエストに応えて『どこか遠くへ』から永の戦時中の体験を語った回を放送。『ホームクイズ』のリメイクも実施。                                                     |
| 8月9日                                                                                  | 『かわいそうなぞう』朗読音源                                    | 2015年                                                            | 秋山ちえ子          |                                              | -              | 終戦の日直前恒例の『かわいそうなぞう』の朗読音源の中から、秋山が生前最後に収録した物を放送。 |
| 8月16日は「金曜ワイドラジオTOKYO えんがわ〜真夏のケイリン祭り！」放送のためコーナー休止 |                                                                 |                                                                   |                     |                                              |                | |
| 8月23日                                                                                 | らんまんラジオ寄席                                              | 1982年8月9日                                                      | 大沢悠里            | 六代目一龍斎貞水                             | -              | 「怪談話特集」として放送された、リスナーから募集した恐怖体験を脚色し、貞水が口演した回を紹介。 |
| 9月6日                                                                                  | ラジオスケッチ                                                  | 1960年10月1日 （「生きている日本の歴史第33回 祭り囃子に生きて」） |                     | 稲川英雄、他                                 | -              | 秋祭りシーズンであることから、祭囃子に関する音源の中から、葛西囃子の当時97歳の笛の名人へのインタビュー音源と、宮本卯之助商店の太鼓作りの取材音源を紹介。                                                   |
| 9月6日                                                                                  | ラジオスケッチ                                                  | 1960年4月26日 （「太鼓師・宮本卯之助商店」）                      |                     |                                              | -              | 秋祭りシーズンであることから、祭囃子に関する音源の中から、葛西囃子の当時97歳の笛の名人へのインタビュー音源と、宮本卯之助商店の太鼓作りの取材音源を紹介。                                                   |
| 9月13日                                                                                 | ロートクイズパトロール                                          | 1955年                                                            |                     |                                              | -              | 前日の9月12日が「クイズの日」である事にちなみ、開局初期に放送されたクイズ番組の第1回を紹介 |
| 9月20日                                                                                 | NISSANミッドナイトステーション ザ・欽グルスショー               | 1985年                                                            | 小堺一機 関根勤     | 鶴間政行                                     | 小堺一機       | 小堺と共に『コサキンDEワァオ!』及び一連のシリーズの歴史を振り返った。 |
| 10月4日                                                                                 | ラジオスケッチ 「生きている日本の歴史第33回 祭り囃子に生きて」★ | 1960年10月1日                                                     |                     | 稲川英雄、他                                 | -              | 8月・9月の内容を振り返るとともに音源を再放送。またリスナー提供の林京子に関する情報も紹介。 この回はコーナー自体がポッドキャストでは未配信。                                                                |
| 10月4日                                                                                 | ロートクイズパトロール★                                         | 1955年                                                            |                     |                                              | -              | 8月・9月の内容を振り返るとともに音源を再放送。またリスナー提供の林京子に関する情報も紹介。 この回はコーナー自体がポッドキャストでは未配信。                                                                |
| 10月11日                                                                                | ラジオスケッチ 「これが審判」                                   | 1967年1月31日                                                     | 桝井論平            | 荒舩清十郎、山口喜久一郎、佐藤栄作、他       | -              | 衆議院が解散、総選挙が行われることになったことから、過去の選挙報道音源として、1966年12月の黒い霧解散を受けて1967年1月に実施された総選挙を取り上げた音源を紹介。                                            |
| 10月18日                                                                                | -                                                               | -                                                                 | -                   | -                                            | 毒蝮三太夫     | この回では毒蝮および休暇中の玉袋の代理を務めたはぶ三太郎とのトークのみとなった。 |
| 11月1日                                                                                 | 金曜たまむすび （プロモーションさん、いらっしゃ〜い!）          | 2021年1月22日                                                     | 外山惠理 玉袋筋太郎 | ピーコ                                       | -              | 2024年9月に死去したピーコを偲び、故人が過去に出演した番組音源を放送。 |
| 11月1日                                                                                 | 一口ゼミナール                                                  | 1984年1月9日                                                      | 山本文郎            | おすぎとピーコ                               | -              | 2024年9月に死去したピーコを偲び、故人が過去に出演した番組音源を放送。 |
| 11月8日                                                                                 | おかずのヒント                                                  | 1967年6月1日                                                      | 清水桂一 古村朋子   |                                              | -              | [ 81 ] |
| 11月15日                                                                                | たべもの百科                                                    | 1967年3月13日                                                     | 横山道代 関敬六     | 吉沢久子                                     | -              | [ 82 ] |
| 11月22日                                                                                | 週刊録音ニュース                                                | 1955年11月8日                                                     |                     |                                              | -              | 酉の市の時期であることから、高度経済成長期に向かっていく昭和30年代の浅草・鷲神社での一の酉の模様を聞き比べる。                                                                                             |
| 11月22日                                                                                | 週刊録音ニュース                                                | 1957年11月9日                                                     |                     |                                              | -              | 酉の市の時期であることから、高度経済成長期に向かっていく昭和30年代の浅草・鷲神社での一の酉の模様を聞き比べる。                                                                                             |
| 11月22日                                                                                | 週刊録音ニュース                                                | 1962年11月7日                                                     |                     |                                              | -              | 酉の市の時期であることから、高度経済成長期に向かっていく昭和30年代の浅草・鷲神社での一の酉の模様を聞き比べる。                                                                                             |
| 12月6日                                                                                 | おかずのヒント                                                  | 1967年6月1日                                                      | 清水桂一 古村朋子   |                                              | -              | 10月・11月の内容を振り返るとともに音源を再放送。あわせて『たべもの百科』のリメイクを実施。 |
| 12月6日                                                                                 | たべもの百科                                                    | 1967年3月13日                                                     | 横山道代 関敬六     | 吉沢久子                                     | -              | 10月・11月の内容を振り返るとともに音源を再放送。あわせて『たべもの百科』のリメイクを実施。 |
| 12月13日は「えんがわ杯 冬のイントロ大会」放送のためコーナー休止                         |                                                                 |                                                                   |                     |                                              |                | |
| 12月20日                                                                                | 試験放送                                                        | 1951年12月16日                                                    | 池谷三郎            |                                              | -              | 12月25日の開局記念日間近であることから、開局前の試験放送と過去の開局記念特番の音源を放送。あわせて開局当時使われた「ラジオ東京のテーマ」（山田耕筰作曲・指揮）の放送開始・放送終了両方のバージョンを紹介。 |
| 12月20日                                                                                | 開局10周年 録音回顧                                             | 1961年12月25日                                                    |                     |                                              | -              | 12月25日の開局記念日間近であることから、開局前の試験放送と過去の開局記念特番の音源を放送。あわせて開局当時使われた「ラジオ東京のテーマ」（山田耕筰作曲・指揮）の放送開始・放送終了両方のバージョンを紹介。 |
| 12月20日                                                                                | 創立20周年特番 それ行け！TBS                                    | 1971年5月9日                                                      | 山本文郎 遠藤泰子   | 佐良直美                                     | -              | 12月25日の開局記念日間近であることから、開局前の試験放送と過去の開局記念特番の音源を放送。あわせて開局当時使われた「ラジオ東京のテーマ」（山田耕筰作曲・指揮）の放送開始・放送終了両方のバージョンを紹介。 |

| 放送日  | タイトル                                                     | 初回放送日                | 番組内進行                     | 番組内出演者等                                                                   | コーナーゲスト | 備考 |
| ------- | ------------------------------------------------------------ | ------------------------- | ------------------------------ | -------------------------------------------------------------------------------- | -------------- | --- |
| 1月3日  | 毒蝮三太夫のミュージックプレゼント★ （『金曜たまむすび』内） | 2018年4月6日              | 毒蝮三太夫 外山惠理 玉袋筋太郎 |                                                                                  | -              | 巳年の新年1回目かつ収録放送であることから、「巳年だよ!マムちゃんスペシャル」と題し、「はぴねすくらぶラジオショッピング」「郵便受け、開けます」「えんがわ回覧板」「TOKYO午後5時」の時間も使って、『金曜たまむすび』時代の過去の音源を放送。 この回は番組自体がポッドキャストでは未配信。 |
| 1月3日  | 毒蝮三太夫のミュージックプレゼント★ （『金曜たまむすび』内） | 2019年3月22日             | 毒蝮三太夫 外山惠理 玉袋筋太郎 | グレート小鹿他                                                                   | -              | 巳年の新年1回目かつ収録放送であることから、「巳年だよ!マムちゃんスペシャル」と題し、「はぴねすくらぶラジオショッピング」「郵便受け、開けます」「えんがわ回覧板」「TOKYO午後5時」の時間も使って、『金曜たまむすび』時代の過去の音源を放送。 この回は番組自体がポッドキャストでは未配信。 |
| 1月3日  | 毒蝮三太夫のミュージックプレゼント★ （『金曜たまむすび』内） | 2018年10月19日            | 毒蝮三太夫 外山惠理 玉袋筋太郎 |                                                                                  | -              | 巳年の新年1回目かつ収録放送であることから、「巳年だよ!マムちゃんスペシャル」と題し、「はぴねすくらぶラジオショッピング」「郵便受け、開けます」「えんがわ回覧板」「TOKYO午後5時」の時間も使って、『金曜たまむすび』時代の過去の音源を放送。 この回は番組自体がポッドキャストでは未配信。 |
| 1月3日  | 毒蝮三太夫のミュージックプレゼント★ （『金曜たまむすび』内） | 2019年12月13日            | 毒蝮三太夫 外山惠理 玉袋筋太郎 |                                                                                  | -              | 巳年の新年1回目かつ収録放送であることから、「巳年だよ!マムちゃんスペシャル」と題し、「はぴねすくらぶラジオショッピング」「郵便受け、開けます」「えんがわ回覧板」「TOKYO午後5時」の時間も使って、『金曜たまむすび』時代の過去の音源を放送。 この回は番組自体がポッドキャストでは未配信。 |
| 1月10日 | 週刊録音ニュース                                             | 1957年1月20日             |                                |                                                                                  | -              | 成人の日間近であることから、過去の成人式の報道音源を紹介。 |
| 1月10日 | 週刊録音ニュース                                             | 1960年1月17日             |                                |                                                                                  | -              | 成人の日間近であることから、過去の成人式の報道音源を紹介。 |
| 1月10日 | 週刊録音ニュース                                             | 1962年1月21日             |                                |                                                                                  | -              | 成人の日間近であることから、過去の成人式の報道音源を紹介。 |
| 1月10日 | 新成人へのインタビュー音源                                   | 1994年1月15日             |                                |                                                                                  | -              | 成人の日間近であることから、過去の成人式の報道音源を紹介。 |
| 1月17日 | 三菱ふそう全国縦断・榎さんのおはようさん〜!                  | 1995年1月17日             | 榎本勝起                       |                                                                                  | 崎山敏也       | この日で阪神・淡路大震災発生から30年になったことから、地震発生時の第1報と当日の報道音源、発生1年後の神戸市長田区のレポート音源を紹介するとともに、30年経った現在の長田区からの崎山の生レポートも放送。                                                                                  |
| 1月17日 | 震災当日の報道音源                                           | 1995年1月17日             |                                |                                                                                  | 崎山敏也       | この日で阪神・淡路大震災発生から30年になったことから、地震発生時の第1報と当日の報道音源、発生1年後の神戸市長田区のレポート音源を紹介するとともに、30年経った現在の長田区からの崎山の生レポートも放送。                                                                                  |
| 1月17日 | 震災1年後のレポート音源                                      | 1996年1月17日             | 中村尚登                       |                                                                                  | 崎山敏也       | この日で阪神・淡路大震災発生から30年になったことから、地震発生時の第1報と当日の報道音源、発生1年後の神戸市長田区のレポート音源を紹介するとともに、30年経った現在の長田区からの崎山の生レポートも放送。                                                                                  |
| 1月24日 | 日本の動き                                                   | 1968年1月22日             | 大沢嘉子                       | 鈴木俊一、真鍋博                                                                 | -              | この年開催の大阪・関西万博にちなみ、1970年の大阪万博に関した音源を紹介。 |
| 1月24日 | 音で綴る日本の記録                                           | 1970年12月30日            |                                |                                                                                  | -              | この年開催の大阪・関西万博にちなみ、1970年の大阪万博に関した音源を紹介。 |
| 2月7日  | 週刊録音ニュース                                             | 1957年1月20日             |                                |                                                                                  | -              | 12月・1月の内容を振り返るとともに、時間の都合で放送できなかった音源も放送。 |
| 2月7日  | 開局10周年 録音回顧                                          | 1961年12月25日            |                                |                                                                                  | -              | 12月・1月の内容を振り返るとともに、時間の都合で放送できなかった音源も放送。 |
| 2月7日  | 阪神・淡路大震災慰霊式典での被災者へのインタビュー音源       | 1996年1月17日             |                                |                                                                                  | -              | 12月・1月の内容を振り返るとともに、時間の都合で放送できなかった音源も放送。 |
| 2月14日 | 妻を語る 夫を語る                                            | 1964年3月23日             | 渋沢秀雄                       | 早川雪洲                                                                         | -              | 早川が放送の3年前に死去した妻の青木鶴子について語った回を放送。 |
| 2月21日 | 父を語る                                                     | 1963年6月20日             | 三國一朗                       | 夏目純一                                                                         | -              | この日が「漱石の日」であることにちなみ、長男の純一が父について語った回を放送。 |
| 3月7日  | ことばの交差点「バスガイドの言葉」                           | 1968年4月9日              | 川尻原次 田村寿子              |                                                                                  | -              | はとバスの新人バスガイド研修の模様を取材した回を紹介。 |
| 3月14日 | プレイ・ボーイ・クラブ「巨泉は探る」                         | 1968年2月1日              | 大橋巨泉                       |                                                                                  | -              | 確定申告の時期であることから、放送当時の銀座のホステスの確定申告について取材し巨泉が解説した回を紹介。。 |
| 3月21日 | どこへいく香港                                               | 1996年7月1日              | 土屋統督                       | 崎山敏也、谷垣健治                                                               | 崎山敏也       | 年度末かつ翌日が放送記念日でラジオ放送開始100年であることを踏まえ、特別編として崎山が発掘、またはリスナーから提供された音源を紹介。 |
| 3月21日 | 荒川強啓 デイ・キャッチ! （ネットワークトゥデイ）            | 1995年10月23日            | 荒川強啓 中村尚登              | 崎山敏也                                                                         | 崎山敏也       | 年度末かつ翌日が放送記念日でラジオ放送開始100年であることを踏まえ、特別編として崎山が発掘、またはリスナーから提供された音源を紹介。 |
| 3月21日 | 荒川強啓 デイ・キャッチ! （ネットワークトゥデイ）            | 1995年10月26日            | 荒川強啓 中村尚登              | 崎山敏也                                                                         | 崎山敏也       | 年度末かつ翌日が放送記念日でラジオ放送開始100年であることを踏まえ、特別編として崎山が発掘、またはリスナーから提供された音源を紹介。 |
| 3月21日 | パックインミュージック 「機動戦士ガンダムスペシャル」        | 1980年12月4日             | 野沢那智 白石冬美              | 古谷徹、戸田恵子、鈴置洋孝                                                       | 崎山敏也       | 年度末かつ翌日が放送記念日でラジオ放送開始100年であることを踏まえ、特別編として崎山が発掘、またはリスナーから提供された音源を紹介。 |
| 4月4日  | 妻を語る 夫を語る                                            | 1968年1月20日             | 渋沢秀雄                       | 坂口三千代                                                                       | -              | 2月・3月の内容を振り返るとともに、『妻を語る 夫を語る』から坂口三千代が夫の安吾について語った回を紹介、さらにリメイク版として玉袋が妻について語る企画も行った。 |
| 4月11日 | 季節に寄せて                                                 | 1955年                    | 中村要輔                       | 大沢嘉子 杉田喜代子 高橋作子 松浦園子 鈴木治彦 田畑国夫 増子智英 松野道男 柳広武 | -              | 新入社員の入社時期ということから、1955年入社のラジオ東京アナウンサー第4期生の紹介番組（いわゆる「初鳴き」）の音源を紹介。 |
| 4月18日 | 交通ニュース                                                 | 1963年6月1日              |                                |                                                                                  | 白井京子       | ゴールデンウィークを前に交通情報の音源を紹介しながらその歴史を紐解き、あわせて現役の交通情報キャスターの白井に話を聞いた。 |
| 4月18日 | おはよう片山竜二です                                         | 1973年                    | 片山竜二                       |                                                                                  | 白井京子       | ゴールデンウィークを前に交通情報の音源を紹介しながらその歴史を紐解き、あわせて現役の交通情報キャスターの白井に話を聞いた。 |
| 4月18日 | おまたせ一慶まっぴるま!                                      | 1993年                    | 小島一慶                       | 広田綾子、竹原美佳、小松昌美、多田のり                                           | 白井京子       | ゴールデンウィークを前に交通情報の音源を紹介しながらその歴史を紐解き、あわせて現役の交通情報キャスターの白井に話を聞いた。 |
| 4月25日 | ジャズ喫茶室★                                                | 1954年12月4日             | 吉村光夫 武藤和子              |                                                                                  | 臼井ミトン     | 後述の音楽特番『SHURE presents 音楽の金曜日〜あなたとミュージックプレゼント〜』内で放送、同番組の主旨にちなんで音楽番組を特集。 特番内での放送のためこの回はポッドキャストでの配信はなし。                                                                                              |
| 4月25日 | ポポンミュージックレター★                                    | 1961年9月4日              | 志摩夕起夫 浦川麗子            |                                                                                  | 臼井ミトン     | 後述の音楽特番『SHURE presents 音楽の金曜日〜あなたとミュージックプレゼント〜』内で放送、同番組の主旨にちなんで音楽番組を特集。 特番内での放送のためこの回はポッドキャストでの配信はなし。                                                                                              |
| 5月2日  | 黄桜ゴールデンクイズ                                         | 1962年11月11日            | 渡辺謙太郎 大島レイ子          | 島崎敏樹                                                                         | -              | この回ではリメイクならぬ「リユース」として、出題された問題をそのままこの回のクイズとして用いて、リスナーからメールで解答を受け付けた。 |
| 5月9日  | ドライブレポート                                             | 1964年6月1日              | 久里千春 根本嘉也              |                                                                                  | -              | 梅雨入り前の時期にちなみ、自動車情報番組の中から当時の梅雨時の車の手入れについて紹介した回を放送。 |
| 5月16日 | ポポンミュージックレター★                                    | 1961年9月4日              | 志摩夕起夫 浦川麗子            |                                                                                  | -              | 『SHURE presents 音楽の金曜日〜あなたとミュージックプレゼント〜』内放送分で紹介できなかった音楽番組を放送。 |
| 5月16日 | スターライトミュージック★                                    | 1967年6月1日              | ペギー葉山                     |                                                                                  | -              | 『SHURE presents 音楽の金曜日〜あなたとミュージックプレゼント〜』内放送分で紹介できなかった音楽番組を放送。 |
| 5月16日 | 大学対抗バンド合戦★                                          | 1964年3月                 | 小島正雄                       | 野口久光 エセル中田 三保敬太郎                                                   | -              | 『SHURE presents 音楽の金曜日〜あなたとミュージックプレゼント〜』内放送分で紹介できなかった音楽番組を放送。 |
| 5月23日 | 東京の夜の二人                                               | 1962年6月1日              |                                | 高山栄                                                                           | -              | 東京のデートコースとそれにちなんだ話題をラジオドラマ風に紹介する番組を紹介。 |
| 6月6日  | 季節に寄せて                                                 | 1955年                    | 中村要輔                       | 大沢嘉子 杉田喜代子 高橋作子 松浦園子 鈴木治彦 田畑国夫 増子智英 松野道男 柳広武 | -              | 4月・5月の内容を振り返るとともに、時間の都合で放送できなかった音源も放送。またリスナーから新たに寄せられた林京子に関する情報も紹介。 |
| 6月6日  | 大学対抗バンド合戦                                           | 1964年3月                 | 小島正雄                       | 野口久光 エセル中田 三保敬太郎                                                   | -              | 4月・5月の内容を振り返るとともに、時間の都合で放送できなかった音源も放送。またリスナーから新たに寄せられた林京子に関する情報も紹介。 |
| 6月13日 | -                                                            | -                         | -                              | -                                                                                | 土屋礼央       | この回はリメイクスペシャルと題し、土屋出演の現代版『東京の夜の二人』を放送、玉袋・外山による『ゴールデンクイズ』のリメイクを行った。 |
| 6月20日 | 話のアンテナ                                                 | 1967年6月1日 （アユの話） | 高山栄                         |                                                                                  | -              | 『東京の夜の二人』が反響を呼んだことから、「高山栄さんアーカイブ放出スペシャル」と題し、高山が担当した番組の音源を紹介。 |
| 6月20日 | 話のアンテナ                                                 | 1967年2月7日 （怪獣の話） | 高山栄                         |                                                                                  | -              | 『東京の夜の二人』が反響を呼んだことから、「高山栄さんアーカイブ放出スペシャル」と題し、高山が担当した番組の音源を紹介。 |
| 7月4日  | ことばの交差点「夜店の言葉」                                 | 1968年8月27日             | 田村寿子                       |                                                                                  | -              | 当時縁日の屋台をやっていた人へ取材した回を紹介。 |
| 7月11日 | どこか遠くへ                                                 | 1969年8月                 | 永六輔                         | 遠藤泰子                                                                         | -              | この週の月曜が永の命日だった事にちなみ、過去の音源から永がオーストラリアを訪れた際、滞在したパースとアデレードでの出来事について語った回を紹介。 |
| 7月18日 | ことばの交差点「新島の言葉」                                 | 1966年8月30日             |                                | 高橋昌也 加藤治子 一谷伸江 他                                                    | -              | 夏休みシーズンにちなみ、当時の新島の暮らしを取材した回を紹介。 |
| 8月1日  | 全国こども電話相談室                                         | 1980年代                  | 二階堂杏子                     | 無着成恭、他                                                                     | -              | 夏休み特別企画として、『全国こども電話相談室』の「難問珍問傑作集」から難問編の音源を紹介。 |
| 8月8日  | ミステリーゾーン （体験実話シリーズから「盆踊り」）          | 1986年                    |                                | 花房徹 梨羽由記子                                                                | -              | [ 114 ] |
| 8月15日 | 秋山ちえ子の談話室 （『かわいそうなぞう』朗読音源）★         | 2008年8月15日             | 秋山ちえ子                     |                                                                                  | 長峰由紀       | 終戦80年当日にあたることからこの日はTBSラジオ全体で関連特別企画を放送、本コーナーでは終戦の日の時期恒例の秋山による『かわいそうなぞう』の朗読音源を放送するとともに、TBS退職後被爆体験伝承者として活動している長峰に話を聞いた。                                                        |

### えんがわ 回覧板
『金曜たまむすび』の「プロモーションさんいらっしゃ〜い」をリニューアルして開始した告知宣伝コーナー。プロ・素人問わず宣伝をしたい人が出演し、外山・玉袋の前で宣伝する。このコーナーの中で玉袋の今後の出演予定等もアナウンスされることがある。

### TOKYO午後5時
2023年10月開始のリスナー参加型中継コーナー。「ラジオTOKYOリメイク」で『東京午後8時』を「東京午後2時」としてリメイクを行ったところ好評だったことから、時間拡大に伴い正式にコーナー化した。毎回リスナーに繋ぎ（番組関係者による中継回もあり）、東京をはじめとするさまざまな場所の今をレポートしてもらう。2025年4月の改編で時間短縮になることから3月28日放送分で終了し、以降は「ラジオTOKYOリメイク」内で定期的に放送予定。

### サッポロラガービール presents 赤星郵瓶ラジオ
2024年11月限定のコーナーとして17時15分頃より放送され、2025年4月より再開、15時32分頃に放送。サッポロビールの「サッポロラガービール（赤星）」にちなみ、リスナーの酒場でのエピソードを募集し紹介する（初回は玉袋のエピソードを紹介）。このコーナーもポッドキャストで配信される。

## ネット局
- 長崎放送（2023年4月7日 - ）
- NBCラジオ佐賀（2023年4月7日 - ）
  - いずれも、2023年9月29日までは13時 - 15時30分のフルネット、同年10月6日以降は14時 - 15時50分の部分ネットで放送。

ネット中止・時間変更例
2023年11月3日 - 「出張DJ in 県民の森」放送のため長崎放送へのネット中止。
2025年1月24日 - 「北山宏光のPremium Parking Area」放送のため17:00までの短縮放送。
2025年4月25日 - 音楽特番『SHURE presents 音楽の金曜日〜あなたとミュージックプレゼント〜』（後述）放送のため、通常の『えんがわ』（及び『今田耕司のお耳拝借!金曜日』『金曜ボイスログ』）は放送休止。長崎放送は通常時の『金曜ボイスログ』および本番組同様に13時 - 15時50分の部分ネット。

## ネットとの連携企画
『こねくと』と同じく、放送の開始当初からYouTube上のチャンネルで音声のサイマル配信を実施している。配信元は『こねくと』とは別に設けられた当番組の専用チャンネルで、『こねくと』と違って、放送中のスタジオの動画は配信されていない。番組の開始から3カ月間は、音声の配信中に、調整卓やスタジオの窓から見える外の風景を配信用の画面に映し出していた。2023年7月7日放送分からは、「TBSラジオの新プロジェクト」の一環として、外山と玉袋をバーチャルYouTuber化。画面に描き出された2人のアバターが、本人たちによる生放送でのトークに合わせて動くようになっている。2025年3月14日に赤坂サカスから番組初の公開放送が行われた際は、1週間限定でスタジオの映像がそのまま配信された（その後はVtuberに差し替え）。
2023年10月27日には番組の公式LINEアカウントを開設するとともに、TBSラジオとシンシズモとによる、ブロックチェーン技術を活用したラジオ番組の聴取体験の実証実験を11月5日まで実施、10月27日と11月3日の放送中にLINEアカウントでNFTデジタルステッカーの先着配布を行ったほか、11月3日から5日に開催の「町中華フェスin豊洲」でもデジタルステッカーの配布を行った。

## 特別番組
よつ葉乳業 presents ミルク飲みっぷりグランプリ〜クリスマスにえんがわでミルクを飲もう！〜
TBSラジオで2023年12月25日20時 - 21時に放送の特別番組。よつ葉乳業のCMにも出演しているアンジェリーナ1/3（Gacharic Spin、『アンジェリーナ1/3 夢は口に出せば叶う!! 遅番』パーソナリティ）と、本番組から外山・玉袋が出演し、リスナーから募集したミルクを飲んでいる音の飲みっぷりを競う「ミルク飲みっぷりグランプリ」を実施したほか、ミルクに詳しい専門家も登場した。
SHURE presents 音楽の金曜日〜あなたとミュージックプレゼント〜
2025年4月25日8時30分 - 16時50分に放送の8時間超の大型音楽特番。この年にラジオ放送開始100年を迎えたのを記念し、同じくこの年に創業100周年となる音響機器メーカー・SHUREとコラボレーションして放送。長い歴史の中でラジオを彩ってきた音楽に焦点を当てて送る。
特番のパーソナリティとして番組前半は臼井ミトンと日比麻音子（TBSアナウンサー）、後半は玉袋と外山が担当するほか、ゲストとして今田耕司、ジェーン・スー、高橋芳朗、宇多丸が出演。毒蝮三太夫は『ミュージックプレゼント』の中継を行った。
後半パート内では本番組からのコーナーとして『ラジオTOKYOリメイク』『毒蝮三太夫のミュージックプレゼント』を通常と異なる放送時間（それぞれ12時台と14時台）で行い、『はぴねすくらぶ ラジオショッピング』『赤星郵瓶ラジオ』『朗読のヒロバ』も通常の時間どおりに放送した。

## イベント
- 2024年9月11日から16日まで、埼玉県熊谷市の八木橋百貨店で、TBSの番組で紹介された食べ物を販売する「オールTBSおめざ感謝祭」が開催された。この中で、9月15日に、玉袋と外山によるスペシャルトークショーが行われ、YouTubeでも配信された。
- 2025年3月13日から23日まで開催の「Tokyo Creative Salon 2025 Akasaka」の関連イベントとして、赤坂Bizタワー1階のレストラン「イル カルディナーレ」のテラスに特設スタジオを開設し、本番組を含んだTBSラジオの公開生放送・公開収録を実施、本番組は14日の14時から15時30分に番組初の公開生放送を行った（15時30分以降は通常通りTBS放送センターのスタジオから放送）。イベントの模様は前述の通りYouTubeでも配信された[120][121]。